# Unione Sportiva Battipagliese 1988-1989
Questa pagina raccoglie le informazioni riguardanti l'Unione Sportiva Battipagliese nelle competizioni ufficiali della stagione 1988-1989.

## Rosa
| N. |                   | Ruolo | Calciatore          |
| -- | ----------------- | ----- | ------------------- |
|    | Italia (bandiera) | C     | Alessandro Ascoli   |
|    | Italia (bandiera) | D     | Renato Aversano     |
|    | Italia (bandiera) | D     | Ciro Cantile        |
|    | Italia (bandiera) | D     | Fabio Capone        |
|    | Italia (bandiera) | C     | Carmelo Condemi     |
|    | Italia (bandiera) | C     | Raffaele Cottuno    |
|    | Italia (bandiera) | C     | Roberto De Ponte    |
|    | Italia (bandiera) | P     | Angelo Di Giulio    |
|    | Italia (bandiera) | C     | Nunzio Di Somma     |
|    | Italia (bandiera) | C     | Giovanni Di Vece    |
|    | Italia (bandiera) | A     | Giovanni Fontanella |

| N. |                   | Ruolo | Calciatore            |
| -- | ----------------- | ----- | --------------------- |
|    | Italia (bandiera) | D     | Francesco Iannuzzi    |
|    | Italia (bandiera) | C     | Maurizio Improta      |
|    | Italia (bandiera) | C     | Mario Lardo           |
|    | Italia (bandiera) | A     | Luigi Liguori         |
|    | Italia (bandiera) | A     | Fabio Lucidi          |
|    | Italia (bandiera) | C     | Giovanni Pasquariello |
|    | Italia (bandiera) | A     | Davide Ricci          |
|    | Italia (bandiera) | C     | Mario Simbolo         |
|    | Italia (bandiera) | C     | Giuseppe Smiraglia    |
|    | Italia (bandiera) | P     | Claudio Tiberio       |
|    | Italia (bandiera) | C     | Gaetano Voza          |